# Белёвский, Иван Васильевич
Князь Иван Васильевич Белёвский (ум. 1523) — верховский удельный князь, московский воевода и боярин, во времена правления Ивана III Васильевича и Василия III Ивановича, сын князя Василия Михайловича, брат князей Андрея Белёвского и Василия Белёвских.

## Биография
После смерти отца, князя Василия Михайловича, братья Иван, Андрей и Василий Васильевичи унаследовали Белёвское княжество, каждый из трех братьев получил во владение часть (треть) отцовского княжества.
Первоначально служил Великому князю Литовскому. Не ясно, когда произошел его переход на службу к Великому князю Московскому. Однако уже в 1490 году посол Ивана III Васильевича к великому князю литовскому и польскому королю Казимиру Ягеллончику — Михаил Еропкин передавал жалобы на разбой совершаемый в отношении князя Ивана Васильевича Белёвского, со стороны князей Дмитрия и Семёна Воротынских. В это время обычным явлением были пограничные нападения с захватом и уводом людей. Таким образом, великий князь московский Иван III Васильевич уже в 1490 году рассматривал князя Ивана Белёвского, как своего подданного. После этого он уже сам участвует в аналогичных набегах на литовских подданных, в том числе в 1492 году он нападал на владения собственного брата Андрея, захватил брата Василия и привел брата Василия и людей Андрея а присяге великому князю московскому Ивану III Васильевичу. В мае 1492 года король Польский жалуется, что он, князь Иван Васильевич, не только взял отчину брата своего князя Андрея Васильевича, но и самого и слуг его принудил сложить данное Польше крестное целование. Вскоре на сторону Ивана III Васильевича переходит и брат Андрей и они уже втроем захватывают в 1494 году удел Мезецких князей. Переход князей Белёвских на русскую службу был узаконен мирным договором 1494 года.
В 1507 году князь Иван Васильевич Белёвский участвовал в отражении татарского нападения на реке Оке. В 1512 году воевода правой руки на Угре, отражал нападение татар на Козельские земли. В 1513 году участвовал в походе на Смоленск и был поставлен 1-м воеводой сторожевого полка под Тулой. В 1514 году князь Иван Васильевич пожалован в бояре.
В 1523 году после смерти князя Ивана Васильевича Белёвское княжество унаследовал его сын Иван Иванович Белёвский.